# Christiaan Hollebrands
Christiaan Hollebrands (Ede, 20 mei 1918 – Werkendam, 23 september 1944) was een Nederlandse verzetsstrijder in de Tweede Wereldoorlog. Hij werkte bij de Marechaussee, maar weigerde joden te arresteren. Hollebrands dook onder, sloot zich aan bij een knokploeg en kwam om tijdens een vuurgevecht.

## Levensloop
Hollebrands groeide op in Ede. Hij werd op negentienjarige leeftijd opgeroepen voor militaire dienst bij de Koninklijke Landmacht. Hij werd ondergebracht bij de infanterie in Ede. Na zijn verplichte diensttijd tekende hij voor zes jaar bij.
Tijdens de meidagen van 1940 was Hollebrands gelegerd aan de oostgrens. Hij werd krijgsgevangen gemaakt en zat twee maanden vast in Polen. Begin juli 1940 werd hij vrijgelaten en kwam in dienst bij de Marechaussee. In juli 1943 kreeg hij de opdracht om te helpen bij de arrestatie van joodse inwoners. Hollebrands weigerde en besloot onder te duiken. Zijn uniform en dienstwapen nam hij mee. Ook zijn oudere broer Anthonie dook onder nadat hij werd opgeroepen voor tewerkstelling in Duitsland.
De Sicherheitsdienst (SD) begon meteen een onderzoek na Hollebrands verdwijning. Aanvankelijk dook Hollebrands onder bij zijn broer Joop in Sliedrecht, die ook actief was in het verzet. De Edese politie arresteerde in opdracht van de SD de ouders van beide broers. Moeder Hollebrands werd dezelfde dag nog vrijgelaten, maar Hollebrands senior, 66 jaar oud, werd doorgestuurd naar Kamp Vught, waar hij 4,5 maand gevangen zat. Joop Hollebrands verzweeg dit feit voor zijn broer, zodat deze zich niet bij de Duitsers zou melden om zo zijn vader vrij te krijgen. Kort na zijn vrijlating overleed Hollebrands sr.
Christiaan Hollebrands sloot zich aan bij een knokploeg die opereerde vanuit de Biesbosch. Op 23 september 1944 raakte de groep bij Werkendam verwikkeld in een vuurgevecht met Duitse soldaten. Het pistool van Hollebrands weigerde en hij werd dodelijk getroffen. Na de oorlog werd zijn lichaam herbegraven op de algemene begraafplaats van Ede. In 2012 werd zijn lichaam bijgezet in Het Mausoleum in Ede, waar al 29 verzetsstrijders uit Ede lagen begraven.